# Maciej Iwański
Maciej Stanislaw Iwański (* 7. Mai 1981 in Krakau, Polen) ist ein ehemaliger polnischer Fußballspieler.

## Karriere
Iwański begann seine Profikarriere bei seinem Heimatverein Omag Oświęcim, von wo aus er 1999 zum Lokalrivalen Unia Oświęcim wechselte. Dort hielt es ihn nur ein Jahr lang und so wechselte er in der Sommerpause 2000 zu Szczakowianka Jaworzno, wo Iwanski bis zum Winter 2004 blieb. Nach starken Auftritten dort wurde der Erstligist Zagłębie Lubin auf den Krakauer aufmerksam und verpflichtete ihn für vier Spielzeiten. Bei Lubin absolvierte Iwański nicht nur seine ersten Minuten in der Ekstraklasa, sondern gewann 2007 auch die Meisterschaft und den polnischen Superpokal.
2008 wechselte er für eine geschätzte Ablösesumme von 650.000 Euro zu KP Legia Warschau, wo er gleich zu Beginn ebenfalls den polnischen Superpokal gewinnen konnte. Hier spielte er von 2008 bis 2011. 2011 gewann er dabei mit dem polnischen Pokal den letzten Titel beim Traditionsverein und erzielte in 71 Spielen in der Ekstraklasa für Legia Warschau zwölf Tore.
Im Januar 2011 wechselte er für geschätzte 250.000 Euro in die türkische Süper Lig zum Erstligisten Manisaspor. Nach nur einem Jahr und dreizehn Einsätzen kehrte er nach Polen zurück zu ŁKS Łódź.
Zur Saison 2012/13 wechselte er ein weiteres Mal zu Manisaspor. Vor dem Start der Saison 2013/14 löste er seinen Vertrag mit Manisaspor wieder auf und unterschrieb einen Ein-Jahres-Vertrag mit dem polnischen Erstligisten Podbeskidzie Bielsko-Biała.
2015/16 stand er beim polnischen Rekordmeister Ruch Chorzów unter Vertrag, pausierte anschließend für ein Jahr und schloss sich dann Viertligist Unia Oświęcim an. Hier beendete der Mittelfeldspieler im Sommer 2018 seine Karriere.

## Karriere in der Nationalmannschaft
Am 6. Dezember 2006 feierte Iwański sein Debüt in der polnischen Nationalmannschaft beim 5:2-Sieg gegen die Vereinigten Arabischen Emirate.

## Erfolge
- Polnischer Meister (2007)
- Polnischer Pokalsieger (2011)
- Polnischer Superpokalsieger (2007 und 2008)